# كلية طب الأسنان (جامعة الملك سعود)
كلية طب الأسنان بجامعة الملك سعود هي إحدى كليات جامعة الملك سعود. أنشئت في عام 1395هـ - 1975م كأول كلية لتعليم طب الأسنان بالمملكة، ومن دول مجلس التعاون الخليجي. بدأت الكلية في استقبال أول دفعة للطلاب عام 1397/1396هـ، وأول دفعة للطالبات التحقت بالكلية في عام 1400/1399هـ. تخرجت الدفعة الأولى من الكلية في عام 1402هـ - 1982م.

## التخصصات الأكاديمية
- قسم جراحة الوجه والفكين
- قسم طب الفم وعلوم التشخيص
- قسم طب أسنان الأطفال وتقويم الأسنان
- قسم الأنسجة المحيطة بالأسنان وصحة أسنان المجتمع
- قسم علوم الاستعاضة السنية
- قسم علوم إصلاح الأسنان

## المستشفيات الجامعية
• مساحة إجمالية = 2900 م2
• 514 عيادة
• 40 سرير
• قاعة محاضرات كبرى تتسع لأكثر من 390 شخص
• 16 قاعة محاضرات صغيرة
• مكتبة ومعمل حاسب آلي

## إدارة الكلية
- أ.د. محمد بن قاسم الرفاعي عميد الكلية
- أ. د. معن بن محمد الشعفي وكيل الكلية للدراسات العليا  والبحث العلمي
- د. أمينة بنت مراد المراد وكيلة كلية طب الأسنان لشؤون الطالبات